# Schoenmaker blijf bij uw leest
Schoenmaker blijf bij uw leest, noto anche con il suo titolo francese Chausseur sachez chausser è un cortometraggio documentario del 1952, diretto da Charles Dekeukeleire, realizzato sotto gli auspici del Ministerie van Economische Zaken en Middenstand (Ministero dell'Economia e del Commercio) e del Ministerie van Arbeid en sociale Voorzorg (Ministero del Lavoro e della Previdenza Sociale) belgi. 

## Trama
Documentario dedicato alla produzione artigianale di scarpe, dal lavoro del calzolaio sui materiali all'aspetto progettuale e di design, che permette di realizzare esemplari personalizzati.